# Duże Kiełpino
Duże Kiełpino (kaszb. Jezoro Kôłpińsczé Wiôldżé) – jezioro wytopiskowe w Polsce położone w województwie pomorskim, w powiecie kartuskim, w gminie Kartuzy na Pojezierzu Kaszubskim ("Kartuski Obszar Chronionego Krajobrazu").
Ogólna powierzchnia: 16,89 ha